# Tebibit
Tebibit (Tibit) és una unitat d'informació utilitzada com un múltiple del bit. Equival a 240 bits.

## Visió general
El Tebibit està estretament relacionat amb el Terabit (Tbit). Tebibit i Terabit no són sinònims però solen usar-se incorrectament com si ho fossin, encara que en realitat tenen valors molt diferents:
- Tebibit = 1 099 511 627 776 (2 40 ) bits.
- Terabit = 1 000 000 000 000 (10 12 ) bits.

Els dos nombres són relativament propers, però confondre un amb l'altre ha portat ocasionalment a problemes encara discutits per la comunitat informàtica. (Vegeu: Prefixos binaris i Prefixos del SI per a més informació)

## Història
Forma part de la norma ISO/IEC 80000-13, antigament IEC 60027-2.

## Taula d'unitats
| Prefix              | Símbol del prefix | Nom resultant del prefix + bit | Símbol del múltiple del bit | Factor i valor en el ISO/IEC 80000-13    |
| ------------------- | ----------------- | ------------------------------ | --------------------------- | ---------------------------------------- |
| Valor de referència |                   | bit                            | bit                         | 2 0 = 1                                  |
| Kibi                | Ki                | Kibibit                        | Kibit                       | 2 10 = 1 024                             |
| Mebi                | Mi                | Mebibit                        | Mibit                       | 2 20 = 1 048 576                         |
| Gibi                | Gi                | Gibibit                        | Gibit                       | 2 30 = 1 073 741 824                     |
| Tebi                | Tu                | Tebibit                        | Tibit                       | 2 40 = 1 099 511 627 776                 |
| Pebi                | Pi                | Pebibit                        | Pibit                       | 2 50 = 1 125 899 906 842 624             |
| Exbi                | Ei                | Exbibit                        | Eibit                       | 2 60 = 1 152 921 504 606 846 976         |
| Zebi                | Zi                | Zebibit                        | Zibit                       | 2 70 = 1 180 591 620 717 411 303 424     |
| Yobi                | Yi                | Yobibit                        | Yibit                       | 2 80 = 1 208 925 819 614 629 174 706 176 |

1. El símbol del bit en l'estàndard ISO/IEC 80000-13, és bit  i s'escriu sempre en minúscula.[1]
2. Els valors són en bit, no existeix confusió amb Byte.
3. Per fer una conversió de bit a Byte, es divideix la quantitat de bits per 8. Exemple: 
 * 1 048 576 Mebibit / 8 = 131 072 Kibibyte.